# Chargel
Chargel är en ort i Gambia. Den ligger i regionen Central River, i den östra delen av landet, 220 km öster om huvudstaden Banjul. Antalet invånare var 495 vid folkräkningen 2013.